# Лисиця, ведмідь і мотоцикл з коляскою
«Лисиця, ведмідь і мотоцикл з коляскою» (рос. Лиса, медведь и мотоцикл с коляской) — радянський мультфільм 1969 року режисера-мультиплікатора Петра Носова.

## Сюжет
Добрий Ведмідь змайстрував мотоцикл з дерева. Одного разу він постраждав від власної доброти, коли погодився продати шахрайці Лисиці за козуб ягід коляску від свого мотоцикла. Хитра Лисиця, отримавши від Потапича розписку і посилаючись на те, що коляска є невід'ємною частиною мотоцикла, змушує Ведмедя возити її куди накаже.
Здивований і розсерджений Ведмідь вирішує проконсультуватися з лісовим юристом — Пугачем. Але Пугач підтверджує, що згідно із законом, раз номер на візку і мотоциклі однаковий, їх роз'єднати не можна. І Ведмідь тепер змушений катати Лисицю, в залежності від її примх. Одного разу, привізши Лисицю на пікнік до Вовка, Ведмідь не витримує знущання і йде, кинувши свій мотоцикл. Лисиця після пікніка не змогла докликатись Ведведя та вирішує поїхати на мотоциклі з Вовком в якості водія. Однак, не впоравшись з керуванням, вони потрапляють в аварію, розбивши мотоцикл на друзки.
Тим часом Ведмідь знову майструє — на цей раз дерев'яний велосипед. Побачивши новий транспортний засіб, Лисиця має намір повторити шантаж, на цей раз з багажником велосипеда. Ведмідь вдається до хитрощів — погоджується, садить Лисицю і під час швидкої їзди скидає шахрайку з моста в річку. Жбурнувши Лисиці багажник, Ведмідь, навчений тепер досвідом, примовляє: «На! Катайся, руда! А все інше сама зробиш».

## Над фільмом працювали

### Творці
- Автор сценарію — Володимир Капнинський
- Режисер — Петро Носов
- Художник-постановник — Костянтин Карпов
- Композитор — Михайло Меєрович
- Асистент режисера — Г. Любарська
- Монтажер — Тетяна Сазонова
- Оператор — Михайло Друян
- Звукооператор — Георгій Мартинюк
- Редактор — Петро Фролов
- Ас. оператора — Н. Наяшкова
- Художники-мультиплікатори: Володимир Арбеков, Вадим Долгих, Світлана Жутовська, Володимир Крумін, Марина Рогова, Анатолій Солин, Володимир Зарубін
- Художники-декоратори: В. Харитонова, Лідія Модель
- Директор картини — Федір Іванов

### Ролі озвучили
- Анатолій Папанов — Ведмідь
- Клара Румянова — Лисиця
- Маргарита Корабельникова — 1-ша Бджола/Заєць
- Юлія Юльська — 2-га Бджола.

## Відеовидання
Мультфільм був випущений на DVD у збірнику мультфільмів «Лісові історії» компанією «Крупний план». Цифрова реставрація зображення і звуку при записі використана не була. Звук (мова) — російська, Dolby Digital 1.0 Mono; зображення — Standart 4:3 (1,33:1); колір — PAL; артикул: 4600448017125.

## Цікаві факти
Кумедне зображення головних героїв на дерев'яному мотоциклі в 1970-ті роки випускалося у вигляді перевідних картинок.